# Carlos Groizard y Coronado
Carlos Groizard y Coronado (Segovia, 12 de agosto de 1857-Madrid, 26 de abril de 1934) fue un político e historiador español, hijo del ministro Alejandro Groizard.

## Biografía
Nació el 12 de agosto de 1857 en Segovia.
Fue elegido diputado de las Cortes de la Restauración por el distrito tarraconense de Roquetas en las elecciones de 1886, causando baja en 1889, para comenzar a ejercer el cargo de gobernador civil de la provincia de Salamanca; su mandato al frente de la gobernación provincial se extendió entre julio de 1889 y julio de 1890.
Posteriormente fue elegido diputado por el distrito pacense de Don Benito —escaño que ya había ocupado con anterioridad su padre el político Alejandro Groizard— en las elecciones de 1893, 1898, 1899, 1901, 1903, 1905, y 1910.
Fue senador por la provincia de Badajoz en la legislatura 1916-1917.
Contribuidor al Boletín de la Real Academia de la Historia, publicó dos artículos allí sobre la aljama judía de Calahorra: «Los judíos de Calahorra y Arnedo», y «La aljama hebrea de Calahorra». También publicó una semblanza biográfica del obispo Pedro López de Miranda, Don Pedro López de Miranda, obispo de Coria y Calahorra.
Falleció el 26 de abril de 1934 en Madrid.